# احمد شاه بهادر
احمد شاه بهادر (۲۳ دسامبر ۱۷۲۵ – ۱ ژانویهٔ ۱۷۷۵) پسر محمد شاه گورکانی و امپراتور گورکانیان هند بود او زمانی به سلطنت رسید که قدرت گورکانیان رو به زوال رفته بود.